# Jean-Baptiste Tuby II
Jean-Baptiste Tuby II est un sculpteur français, né en 1665, et mort à Paris le 6 octobre 1735.
Il est le fils de Jean-Baptiste Tuby et de Marguerite Cocuel.

## Biographie
On possède peu d'éléments sur sa biographie.
Il était sculpteur ordinaire du roi. Il a travaillé à Paris et dans les châteaux royaux de Versailles et de Marly.
Il a réalisé entre 1703 et 1705 pour le chapitre de la cathédrale Notre-Dame de Chartres un groupe devant orner le tour du chœur :
- L'entrée du Christ à Jérusalem.

Au cours de la pose, le 6 mai 1705, une figure se brise au cours de la pose.
Le groupe est exécuté dans le style Baroque. 
Il s'est marié le 23 février 1696 avec Marguerite Frolon dont il a eu Jean-Baptiste Tuby III qui a été peintre.